# Dolomedes fimbriatus
Dolomedes fimbriatus, numit și păianjen plută, este o specie europeană de păianjeni semiacvatici din familia Pisauridae.

## Descriere

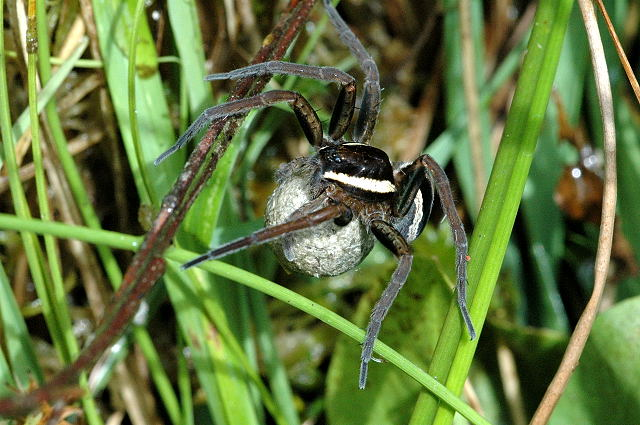
Femelă cu cocon

Dimorfismul sexual se manifestă prin mărimea opistosomii. Lungimea femelei e de 15 - 22 mm, a masculilor 10 - 16 mm. Culoare carapacei prosomei este maro, de obicei, cu benzi laterale longitudinale albicioase sau gălbui. Opistosoma este maro cu părțile laterale de culoare albă. Picioarele sunt scoperite cu peri asemănători cu spinii. La păianjenii tineri picioarele sunt verzui. 

## Modul de viață
Ca și ceilalți păianjeni dolomezi, acesta vânează insecte alergând pe suprafața apei. În caz că observă vreun dușman se ascunde scufundându-se sub apă. El preferă bazinile mici de apă, bălți și mlaștini. Pe lângă insecte, Dolomedes fimbriatus vânează și mormoloci sau pești mici.

## Reproducere
Împerecherea are loc în lunile mai - iunie. Acuplarea se termină cu mâncarea masculului de către femelă. Femela poate să se împerecheze de două ori pe an, depunând până la 1000 de ouă. Ponta este depusă într-un cocon. Înainte de eclozare, coconul este transportat aproape de ap, fiind anexat de plate și bine păzit. Maturizarea are loc timp de doi ani. 

## Răspândire
Este una dintre speciile genului Dolomedes răspândite în Europa. Se întâlnește împreună cu Dolomedes plantarius, care se aseamănă mult după aspect. 